# بیلی برنیکل
بیلی برنیکل (انگلیسی: Billy Burnikell؛ ۹ دسامبر ۱۹۱۰ – May 1980 (aged 69)) بازیکن فوتبال اهل بریتانیا بود.
از باشگاه‌هایی که در آن بازی کرده‌است می‌توان به باشگاه فوتبال لینکولن سیتی و باشگاه فوتبال برادفورد سیتی اشاره کرد.